# 鄭妍周
鄭妍周（1990年2月13日—），韓國女演員。

## 演出作品

### 電視劇
- 2012年：SBS《我記得你》
- 2012年：KBS《Dream High 2》飾演 李瑟
- 2012年：KBS《星星月亮摘給你》飾演 朱妍雅
- 2013年：MBC《歐若拉公主》飾演 韓秀多
- 2013年：MBC《Drama Festival－在非洲生存的方法》飾演 金珠卿
- 2014年：tvN《魔女的戀愛》飾演 鄭恩彩
- 2014年：JTBC《善巖女高偵探團》飾演 朴世友
- 2015年：tvN《超人時代》
- 2015年：Dingo Studios 《大勢的百合》飾演 施世朗
- 2017年：Naver 《得过且过的姜大虫小姐》
- 2017年：Naver 《明天开始我们》
- 2017年：SBS《李判史判》飾演 李善花
- 2017年：oksusu、Lifetime《辭職的最佳時機》飾演 慧英
- 2018年：tvN 《NINE ROOM》
- 2019年：Netflix 《我的全像情人》飾演 智娜
- 2020年: KBS《Forest》飾演 吳寶美

### 電影
- 2011年：《Guest》（短片）
- 2012年：《A late night》（短片）
- 2013年：《Face Craft》（短片）
- 2014年：《Return Match》（短片）
- 2014年：《Now Playing》（短片）
- 2015年：《Hello Stranger》（短片）
- 2015年：《如此美好》
- 2015年：《愛麗絲：從仙境來的少年》
- 2016年：《告别单身》
- 2017年：《寶貝與我》
- 2017年：《I Can Speak》
- 2018年： 《美丽吸血鬼》
- 2018年：《偵探：歸來》
- 2018年： 《夏末》

### 综艺
- 2015年：tvN《韩国SNL 第6季》
- 2016年：tvN《韩国SNL 第7季》
- 2021年：MUPLY、U+IDOLLIVE《Muzie光Company》

### 广告
- 2015年：Nongshim / 農心 《큰사발》
- 2015年：SK Telecom 《T(with.정성호, 정상훈, 강유미, 권혁수)》
- 2016年：SOCAR 《기업 PR》

### MV
- 2013年：Phone《再也》（與徐仁國）
- 2013年：D-LITE ( Daesung )《I Love You》
- 2014年：SUKI 《Yesterday (어제까지]》(Feat. Gilgu Bonggu(길구봉구)
- 2014年：WAX 《Half Love, Left Hidden (숨겨둔 절반의 사랑)》
- 2015年：WAX 《Not my mind (내 맘 같지 않아) 》
- 2015年：Eddy Kim (金正焕) 《My Love》
- 2015年：Noel《In the End (이별밖에）》

## 獲獎
- 2011年：第5屆非常短片電影節－非常演員獎（Guest）
- 2012年：克萊蒙費朗國際短片影展－最佳女主角（A late night）

## 腳註
1. ↑  정연주│② 정연주’s story （页面存档备份，存于）

## 外部連結
- NAVER （页面存档备份，存于）
- 鄭妍周的Facebook專頁
- 郑妍周 Instagram （页面存档备份，存于）